# Quảng Thanh (phường)
Quảng Thanh là một phường cũ từng thuộc thành phố Thủy Nguyên, thành phố Hải Phòng, Việt Nam.

## Địa lý
Phường Quảng Thanh nằm ở phía tây thành phố Thủy Nguyên, có vị trí địa lý:
- Phía đông và phía nam giáp xã Quang Trung
- Phía tây và phía bắc giáp xã Ninh Sơn.

Phường Quảng Thanh có diện tích 5,72 km², dân số năm 2023 là 11.110 người, mật độ dân số đạt 1.942 người/km².

## Hành chính
Phường Quảng Thanh được chia thành 8 tổ dân phố: 1, 2, 3, 4, 5, 6, 7, 8.

## Lịch sử
Trước năm 1945, địa bàn xã Quảng Thanh thuộc tổng Phù Lưu, huyện Thủy Nguyên.
Sau năm 1945, thành lập xã Ngọc Địch trên cơ sở 4 thôn: Thanh Lãng, Quảng Khê, Việt Khê, Ngọc Khê.
Năm 1952, thành lập các xã:
- Sáp nhập thôn Thanh Lãng của xã Ngọc Địch vào thôn Chính Mỹ để thành lập xã Mỹ Thanh.
- sáp nhập thôn Câu Tử vào thôn Quảng Cư để thành lập xã Hợp Thành.

Năm 1956, thành lập xã Quảng Thanh trên cơ sở sáp nhập thôn Thanh Lãng của xã Mỹ Thanh và thôn Quảng Cư vào Thanh 
Lãng.
Ngày 27 tháng 10 năm 1962, Quốc hội ban hành Nghị quyết về việc sáp nhập tỉnh Kiến An vào thành phố Hải Phòng. Khi đó, xã Quảng Thanh thuộc huyện Thủy Nguyên, thành phố Hải Phòng.
Ngày 20 tháng 7 năm 2022, HĐND TP. Hải Phòng ban hành Nghị quyết số 26/NQ-HĐND về việc:
- Thành lập Thôn 1 trên cơ sở Thôn Phố và Thôn Sỏi.
- Thành lập Thôn 2 trên cơ sở Thôn Cống và Thôn Tân.
- Đổi tên Thôn Giữa thành Thôn 3.
- Thành lập Thôn 4 trên cơ sở Thôn Mẫn và Thôn Trại.
- Đổi tên Thôn Nứa thành Thôn 5.
- Thành lập Thôn 6 trên cơ sở Thôn Đỏ và một phần của Thôn Giếng.
- Đổi tên Thôn Vối thành Thôn 7.
- Thành lập Thôn 8 trên cơ sở Thôn Đông với một phần của Thôn Giếng.

Ngày 24 tháng 10 năm 2024, Ủy ban Thường vụ Quốc hội ban hành Nghị quyết số 1232/NQ-UBTVQH15 về việc sắp xếp đơn vị hành chính cấp huyện, cấp xã của thành phố Hải Phòng giai đoạn 2023 – 2025 (nghị quyết có hiệu lực từ ngày 1 tháng 1 năm 2025). Theo đó, thành lập phường Quảng Thanh thuộc thành phố Thủy Nguyên trên cơ sở toàn bộ 5,72 km² diện tích tự nhiên và quy mô dân số là 11.110 người của xã Quảng Thanh.
Ngày 16 tháng 6 năm 2025, Ủy ban Thường vụ Quốc hội ban hành nghị quyết sắp xếp đơn vị hành chính cấp xã của thành phố Hải Phòng năm 2025. Theo đó, toàn bộ diện tích tự nhiên, quy mô dân số của phường Quảng Thanh được sắp xếp cùng với một phần của phường Lê Hồng Phong và một phần của xã Quang Trung (thành phố Thủy Nguyên) thành phường mới có tên gọi là phường Lê Ích Mộc.